# Klubi Futbollit Laçi 2014-2015

## Rosa
| N. |                    | Ruolo | Calciatore              |
| -- | ------------------ | ----- | ----------------------- |
| 1  | Albania (bandiera) | P     | Aldo Zefi               |
| 3  | Albania (bandiera) | D     | Lippix (vice-capitano)  |
| 4  | Croazia (bandiera) | D     | Stipe Buljan (capitano) |
| 5  | Albania (bandiera) | D     | Arjan Sheta             |
| 6  | Albania (bandiera) | C     | Mikelanxhelo Bardhi     |
| 7  | Albania (bandiera) | C     | Elton Doku              |
| 8  | Nigeria (bandiera) | A     | Segun Adeniyi           |
| 9  | Albania (bandiera) | A     | Aldo Mitraj             |
| 11 | Albania (bandiera) | D     | Taulant Sefgjinaj       |
| 12 | Albania (bandiera) | P     | Resul Halili            |
| 13 | Albania (bandiera) | A     | Arbër Haliti            |
| 14 | Albania (bandiera) | C     | Argjend Mustafa         |

| N. |                       | Ruolo | Calciatore           |
| -- | --------------------- | ----- | -------------------- |
| 16 | Albania (bandiera)    | D     | Edison Ndreca        |
| 17 | Argentina (bandiera)  | C     | Alfredo Rafael Sosa  |
| 18 | Albania (bandiera)    | C     | Agim Meto            |
| 19 | Albania (bandiera)    | A     | Valdan Nimani        |
| 20 | Montenegro (bandiera) | C     | Marko Ćetković       |
| 21 | Albania (bandiera)    | C     | Olsi Teqja           |
| 22 | Albania (bandiera)    | C     | Alfred Zefi          |
| 28 | Albania (bandiera)    | C     | Emiliano Veliaj      |
| 31 | Montenegro (bandiera) | P     | Miroslav Vujadinović |
| 33 | Albania (bandiera)    | C     | Anthimos Selala      |
| -  | Albania (bandiera)    | A     | Elton Gjoni          |